# سمیرا اصلان‌پور
سمیرا اصلان‌پور (زادهٔ ۱۳۴۳ در تهران) نویسنده، روزنامه‌نگار و عضو هیئت منصفه مطبوعات است.

## زندگی‌نامه
وی تحصیلات خود را در مقطع کارشناسی مهندسی شیمی به اتمام رساند و در حال حاضر نیز مسئول صفحه ادب و هنر روزنامه کیهان است. از وی آثار متعددی به چاپ رسیده‌است؛ که از میان آن کتاب «چشم جبهه‌ها» در سومین دوره انتخاب کتاب دفاع مقدس مورد تقدیر قرار گرفت. وی همچنین یک دوره مشاور وزیر ارشاد در امور بانوان بود.

## فعالیتهای فرهنگی
- همکاری با نشریات متعدد
- دبیر سرویس هنری مجله سوره نوجوانان
- چند دوره داوری کتاب سال وزارت فرهنگ و ارشاد اسلامی
- عضو هیئت مؤسس و هیئت مدیره انجمن قلم ایران
- عضو هیئت منصفه مطبوعات
- عضو شورای سردبیری مجله ادبیات داستانی از شماره ۶۹تا ۶۸
- دبیر اولین دوره جشنواره قلم زرین می‌باشد
- مسئول صفحه ادب و هنر روزنامه کیهان

## آثار
- تألیف ۲ پنجره من و حیاط شازده
- تألیف ۳ پیراهن سپید
- تألیف ۴ تا ماه کامل شود
- تألیف چشم جبهه‌ها
- تألیف کتاب "چشم جبهه‌ها
- تألیف قلب نقره ای شهر
- تألیف قله‌های سپید دور دست
- تألیف کوه‌های آسمان
- تألیف گذر از خار زار
- تألیف مبصر بعدی
- تألیف نیلوفر ستاره‌ها و سپیدار